# セレクンダ
セレクンダ（Serekunda）は、ガンビア共和国西部のバンジュール地方の都市。
首都バンジュール市の南西に位置し、同国最大の都市である。人口は約33.7万人。
セレクンダからファジャラへ向かうカイラバ通りは、ガンビア最大の商業地となっている。